# Oleina
Viene chiamata oleina nel mercato degli oli e materie grasse la frazione liquida a temperatura ambiente di oli e grassi. Non è una trioleina pura, ma una miscela di trigliceridi a basso punto di fusione. La più diffusa è la oleina dell'olio di palma composta tipicamente da trigliceridi POO, con un punto di fusione che varia dai 19 ai 23 °C. Ottenuta per frazionamento, rappresenta il 65%/70% dell'olio di palma crudo ed è la materia prima base per la produzione dell'olio di palma bifrazionato. Di minor interesse commerciale ed industriale le oleine ricavate come frazione liquida del burro di karité.